# Haven (Kansas)
Haven – miasto w Stanach Zjednoczonych, w stanie Kansas, w hrabstwie Reno.